# Jardí Botànic de Pàdua
El Jardí Botànic de Pàdua —Orto Botanico di Padova (italià)— és l'original de tots els jardins botànics de tot el món, creat l'any 1545, representa el naixement de la ciència, dels intercanvis científics, i la comprensió de la relació entre natura i cultura. S'ha fet una profunda contribució al desenvolupament de moltes disciplines científiques modernes, especialment la botànica, la medicina, la química, l'ecologia i la farmàcia. Actualment hi ha més de 6.000 espècies, ordenades d'acord amb criteris sistemàtics i utilitàries (plantes medicinals, plantes productores d'essències) i criteris ecològic-ambiental (plantes de torberes, vegetació mediterrània, flora alpina). També hi ha col·leccions temàtiques (suculentes, aquàtiques, verinoses, carnívores) i d'un sol gènere (Salix L., Allium L., Ornithogallum L., Aster L., Campanula L .). De particular interès és la col·lecció de plantes que són rares o en perill d'extinció, algunes de les quals s'han reproduït amb èxit al jardí.

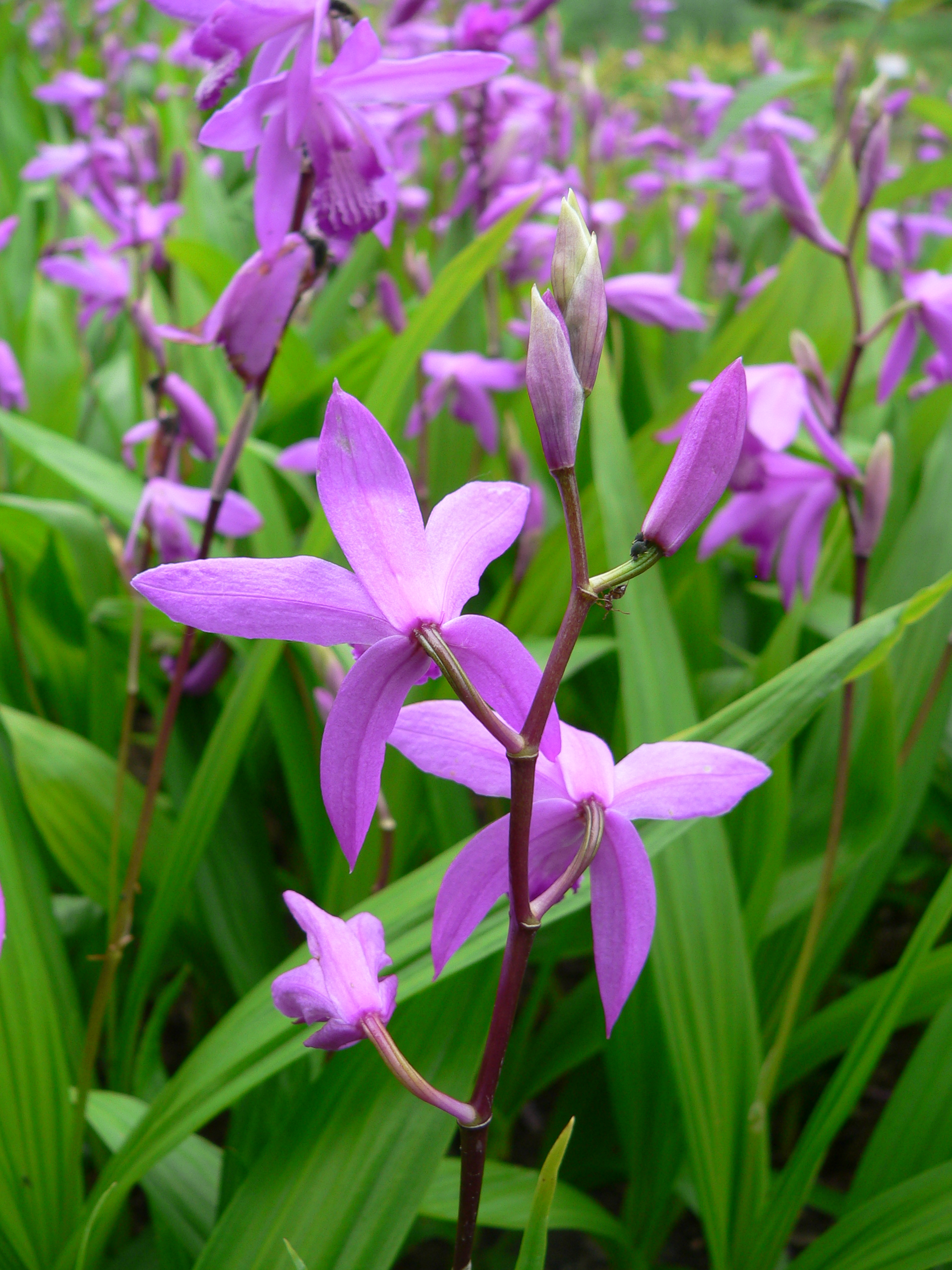
Bletilla striata del Jardí Botànic de Pàdua

Molts distingits acadèmics en les disciplines de la botànica i la medicina han treballat a la Universitat de Pàdua, des de la seva fundació el 1222. Entre aquests estaven Albert Magne, qui va obtenir-hi el títol el 1223 i es va convertir en el sant patró de les ciències naturals, Pietro d'Abano (1250-1316), Giacomo Dondi Orologio (1298-1360), i Domenico Senno (1461 -1531). El 1533 Francesco Bonafede (1474-1558) va ser nomenat per la Càtedra de Lectura Simplicium a la Universitat de la República Sereníssima de Venècia. En 1543 es va sol·licitar la creació d'un model d'herbari i el jardí botànic, que va ser establert per decret de la Sereníssima República el 29 de juny de 1545. Els treballs es van iniciar immediatament en una parcel·la pertanyent a l'orde benedictí, els monjos probablement ja duien a terme el cultiu de plantes medicinals allà. L'execució del projecte va ser assignat a Daniel Barbaro, traductor del De architectura de Vitruvi.
El jardí s'ha mantingut des de llavors. Diverses addicions s'han fet en els segles intermedis una instal·lació de bombament per subministrar 10 fonts al segle xvii, quatre entrades monumentals en 1704, i els nous hivernacles de maçoneria a finals del segle xviii i principis del segle xix. Un arboretum, un jardí anglès amb camins sinuosos, i un petit monticle (mirador), també es van afegir al voltant d'aquest temps. La intenció de Barbaro era establir les 22.000 m² de la superfície de forma irregular en la forma d'un món paradisíac petita envoltada per un anell d'aigua (Alicomo Canal) per representar l'oceà. Dins d'ell va planejar una circular hortus conclusus (jardí emmurallat) de 86 m de diàmetre, que al seu torn tanca una parcel·la de 41 m². El jardí sencer es va dividir en quatre quadrants per vies perpendiculars, cap als quatre punts cardinals. Documents preliminars mostren que el Jardí Botànic va ser voltat per un alt mur de maó, mentre que els quatre quadrats més petits creats per les dues vies que tallen la plaça central es embellien amb geomètrics massissos de flors, vorejats de pedra, en cada un dels quals una espècie vegetal única va ser conreada. Aquest disseny bàsic sobreviu fins als nostres dies, encara que amb moltes addicions posteriors.
Quan les quatre entrades van ser remodelades el 1704, les portes de ferro forjat que donen als cercles interns i les quatre acroteras es van col·locar en els vuit pilars i coronat per quatre parells de plantes de ferro forjat (Fritillatia, Ananas, Lilium i Yuca). L'elegant balustrada, que s'estén al llarg de la part superior de la totalitat dels 250 m de la paret circular, també es va completar durant la primera meitat del segle xviii.
Els hivernacles construïts en pedra amb calefacció reemplaçats conservatoris mòbils utilitzats per protegir plantes delicades durant l'hivern, que es troba al costat sud de l'anell. El jardí botànic també té dues col·leccions importants. La biblioteca conté més de 50.000 volums i manuscrits de gran importància històrica i bibliogràfica. L'herbari és el segon més extens a Itàlia. En el jardí s'hi han recollit tradicionalment i crescut plantes particularment rares, que després s'han introduït en la resta d'Europa.